# Збудска-Бела
Збудска-Бела (словац. Zbudská Belá, русин. Збудьска Біла) — село и одноимённая община в районе Медзилаборце Прешовского края Словакии. В письменных источниках начинает упоминаться с 1463 года.

## География
Село расположено в восточной части края, на берегах ручья Белянка (левый приток реки Лаборец), при автодороге 3864. Абсолютная высота — 271 метр над уровнем моря. Площадь муниципалитета составляет 15,97 км².

## Население
| Год:                | 1994 | 2004     | 2014    | 2024    |
| ------------------- | ---- | -------- | ------- | ------- |
| Количество человек: | 179  | 130      | 126     | 114     |
| Разница:            |      | −27,37 % | −3,07 % | −9,52 % |

По данным последней официальной переписи 2021 года, численность населения Збудска-Белы составляла 116 человека.
Национальный состав населения (по данным переписи населения 2011 года):
| Национальность | Численность, человек |
| -------------- | -------------------- |
| русины         | 75                   |
| словаки        | 41                   |
| украинцы       | 4                    |
| не указана     | 11                   |

По данным переписи 2021 года, в конфессиональном составе населения преобладали православные христиане (45 %), греко-католики (22,1 %) и католики (9,2 %).